# Martina Wurzer
Martina Wurzer (* 20. Juni 1980 in Hall in Tirol) ist eine österreichische Politikerin (Grüne). Sie war von 2010 bis 2015 Abgeordnete zum Wiener Landtag bzw. Mitglied des Wiener Gemeinderates.

## Ausbildung und Beruf
Wurzer absolvierte von 1990 bis 1996 das Öffentliche Gymnasium der Franziskaner in Hall und war danach von 1996 bis 1998 am Privaten Oberstufenrealgymnasium St. Karl in Volders, an dem sie die Matura ablegte. Sie studierte ab 1998 Politikwissenschaft und Gender Studies an der Universität Wien und schloss ihr Studium mit dem akademischen Grad Mag.a phil. ab.
Nach der Matura arbeitete Wurzer von 1998 bis 1999 als Interviewerin am Institut für empirische Sozialforschung/IFES, danach war sie zwischen den Jahren 2000 und 2004 in der geschäftsführenden Organisationsarbeit der Grünalternativen Jugend tätig. Sie war von 2004 bis 2005 als Karenzvertretung Referentin für Wissenschaft und Forschung im Grünen Rathausklub und leitete von 2005 bis 2006 die Jugendkampagne zur Gemeinderatswahl 2005. Danach war sie von 2007 bis 2010 als Assistenz des Nationalratsabgeordneten und Justizsprechers Albert Steinhauser beschäftigt.

## Politik und Funktionen
Wurzer war von 1999 bis 2005 Vorstandsmitglied und Aktivistin der Grünalternativen Jugend. Sie wurde im Jahr 2002 zum Mitglied der Landeskonferenz der Wiener Grünen gewählt, in der sie 2006 auch den Vorsitz übernahm. Im November 2008 erfolgte ihre Wahl in den Vorstand der Grünen Frauen Wien, wobei sie am 30. November 2010 die Funktion der Landessprecherin der Grünen Frauen Wien übernahm. Sie war von 2005 bis 2010 als Bezirksrätin im 2. Wiener Gemeindebezirk Leopoldstadt aktiv und kandidierte bei der Landtags- und Gemeinderatswahl in Wien für die Grünen. In der Folge wurde sie am 25. November 2010 als Abgeordnete zum Wiener Landtag bzw. Mitglied des Wiener Gemeinderates angelobt und übernahm mit diesem Datum auch die Funktion der Sprecherin für Frauen bzw. für Bildung und Wissenschaft innerhalb des Grünen Rathausklubs.